# خزانة الكتب العامة

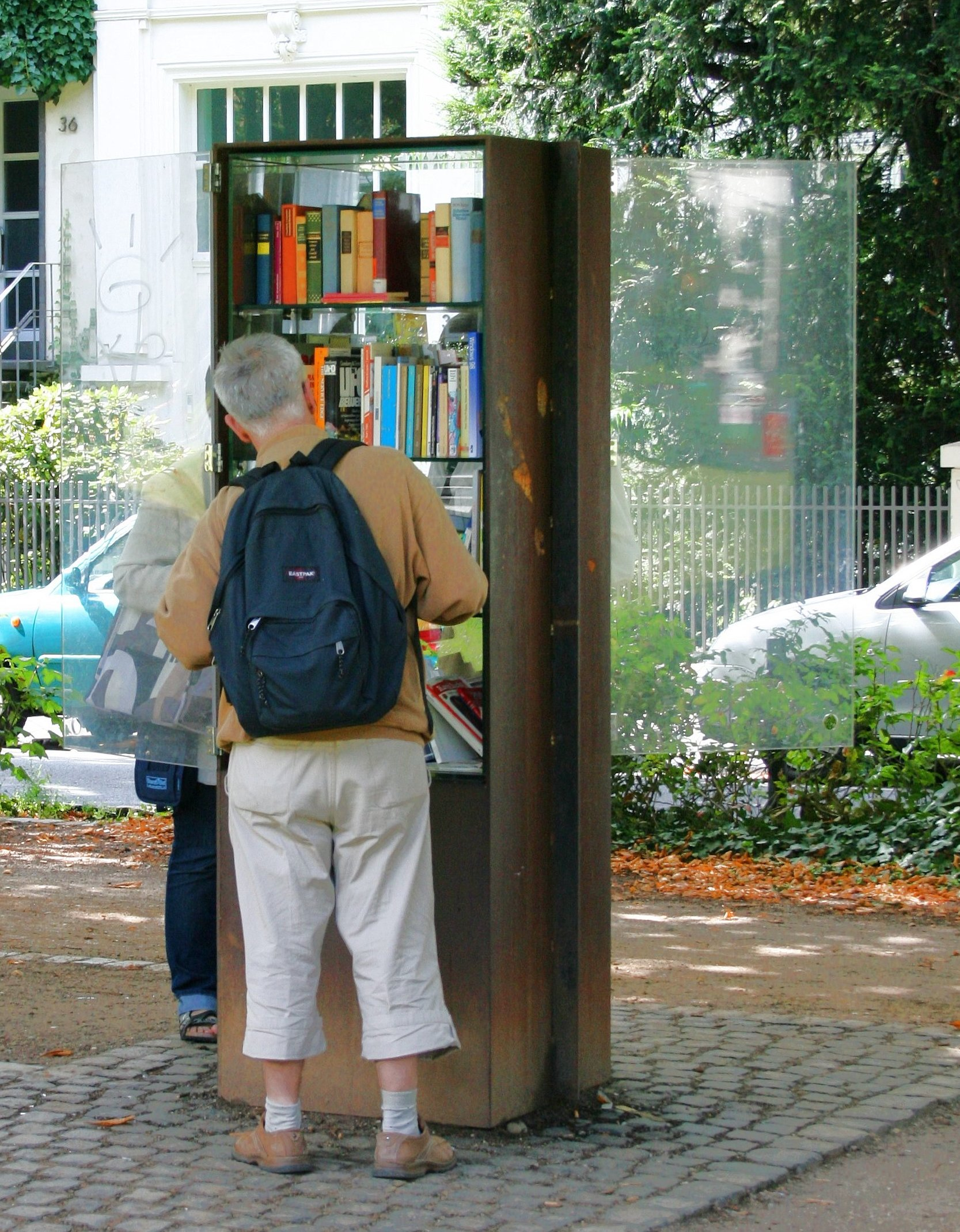
خزانة الكتب العامة قيد الاستخدام، بون، ألمانيا (2008)

خزانة الكتب العامة (بالإنجليزية: Public bookcase)‏ (بالفرنسية: Microbibliothèque)‏ (المعروفة أيضًا باسم المكتبة المجانية أو مقايضة الكتب أو مكتبة الشارع أو مكتبة الرصيف أو مأوى الكتب أو صندوق الكتب أو صندوق القراءة أو المكتبة التشاركية) هي خزانة يمكن استخدامها بحرية لتبادل وتخزين الكتب دون الصرامة الإدارية المرتبطة بالمكتبات الرسمية. عندما تكون هذه الخزانات في الأماكن العامة، فهي ذات تصميم قوي ومقاوم للعوامل الجوية ومتوفرة في جميع الأوقات. ومع ذلك، فإن الخزانات المثبتة في المباني العامة أو التجارية قد تكون بسيطة، وأرفف كتب غير معدلة، وقد تكون متاحة فقط خلال فترات معينة.

## تاريخ
تم تصميم خزائن الكتب العامة الأصلية على أنها أعمال فنية، وهي مرتبطة بشكل وثيق مع مفهوم (BookCrossing). ومن الأمثلة المبكرة جدًا إبداعات الفنانين كليج وغوتمان (Clegg & Guttmann) في عام 1991. تم تصميم مجموعات خزائن الكتب على أنها "مكتبات مجانية في الهواء الطلق" في دارمشتات وهانوفر في ألمانيا في أواخر التسعينيات.
في عام 2002، منحت مؤسسة مجتمع بون للمصممة تريكسي رويك تمويلًا لفكرتها "الكتب الخارجية - كتب مفتوحة" (outdoor books – books in the open) قدمتها أثناء دراستها للتصميم الداخلي في ماينز، ومنذ ذلك الوقت تم تكرار هذا المفهوم على نطاق واسع. تم افتتاح مكتبة عامة في عام 2010 في فيينا، النمسا. في بازل، سويسرا، حيث تستضيف العديد من المقاهي والأماكن الأخرى أرفف كتب مفتوحة، تم الكشف عن خزانة عامة للكتب في يونيو 2011.
يتم تمويل خزائن الكتب المفتوحة من قبل مجموعة واسعة من المنظمات (الأفراد، والمؤسسات، ونوادي الليونز ، والجمعيات المدنية، وما إلى ذلك). يقرر زوار هذه المكتبات الكتبَ التي سيتم إيداعها واستعارتها، وما إذا كانوا سيعيدون الكتب المستعارة أو يستبدلونها بأخرى.

## الاستخدام والقبول
إذا كانت خزانة الكتب العامة في موقع مركزي ويمكن الوصول إليها ومزودة بما يكفي من المواد، فإن خزائن الكتب العامة تحظى بالتقدير بسرعة وعلى نطاق واسع. لقد حدثت أعمال تخريب في بعض الأماكن، وفي حالات ناجحة، تمت مواجهتها من قبل "رعاة خزانة الكتب" الذين يكرسون وقتهم واهتمامهم لرعاية المجموعة.
تم فحص القبول والتحفيز وملف تعريف المستخدم لأرفف الكتب العامة في عام 2008 من خلال دراسة أجريت في جامعة بون. وقد وجدت أن النظام قد تطور كبديل ملحوظ للمكتبات التقليدية. لا يمكن للمرء أن يساوي بين خزائن الكتب العامة والتبادل الكلاسيكي بين الند للند، ولكنها تمثل بالتأكيد النقل الطوعي للسلع. وأشار المستخدمون الذين شملهم الاستطلاع أيضًا إلى أنهم يعتقدون أن الاستخدام المنتظم لخزائن الكتب العامة يمكن أن يكون بمثابة مثال لمخططات مماثلة للسلع المرغوبة الأخرى. وقد أدى هذا القبول إلى الانتشار السريع لأرفف الكتب العامة في جميع أنحاء ألمانيا. لقد وجدت الدراسة أن البناء المتين والمقاومة للعواصف يعززان الاستخدام المستدام. اعتبارًا من ديسمبر 2023، يوجد 3400 مكتبة من هذا النوع في ألمانيا.
في أمريكا الشمالية، تعرضت خزائن الكتب العامة لانتقادات بسبب وضعها في الغالب بشكل زائد عن الحاجة في أحياء يسكنها أشخاص أكثر ثراءً وذوي تعليم جيد، حيث توجد بالفعل مكتبات عامة تقليدية عالية الجودة في أمكنة قريبة.

## السجلات ورسم الخرائط
في أمريكا الشمالية، أصبحت خزائن الكتب الصغيرة المغلقة، والتي عادة ما تكون أمام المساكن، مشهدًا شائعًا في العديد من المدن. تم شراء بعض هذه الأشياء من المكتبة المجانية الصغيرة، التي تأسست عام 2009 أو تم تسجيلها رسميًا لديها في أستراليا، تعمل مكتبة الشارع بأستراليا (Street Library Australia) على المنوال نفسه، بينما في أوروبا يتم تسجيل العديد من المكتبات العامة عبر مشروع (Open Book Case). يحتوي مشروع رسم الخرائط "خريطة الشارع المفتوحة" على علامة مخصصة لتسجيل أنواع المواقع والمزيد من خزائن الكتب العامة.

## صور

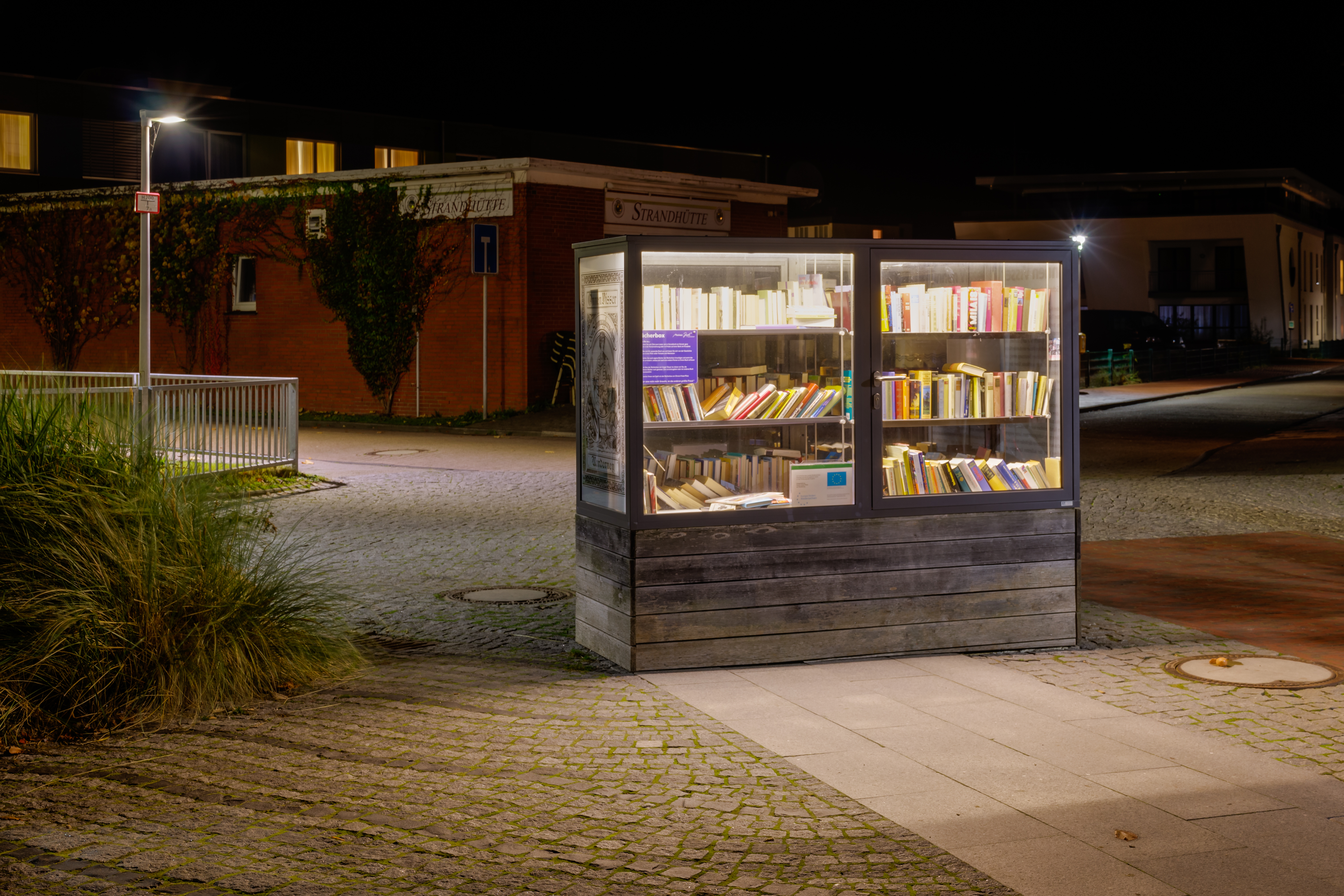
خزانة كتب في نوردرناي،ساكسونيا السفلى، ألمانيا
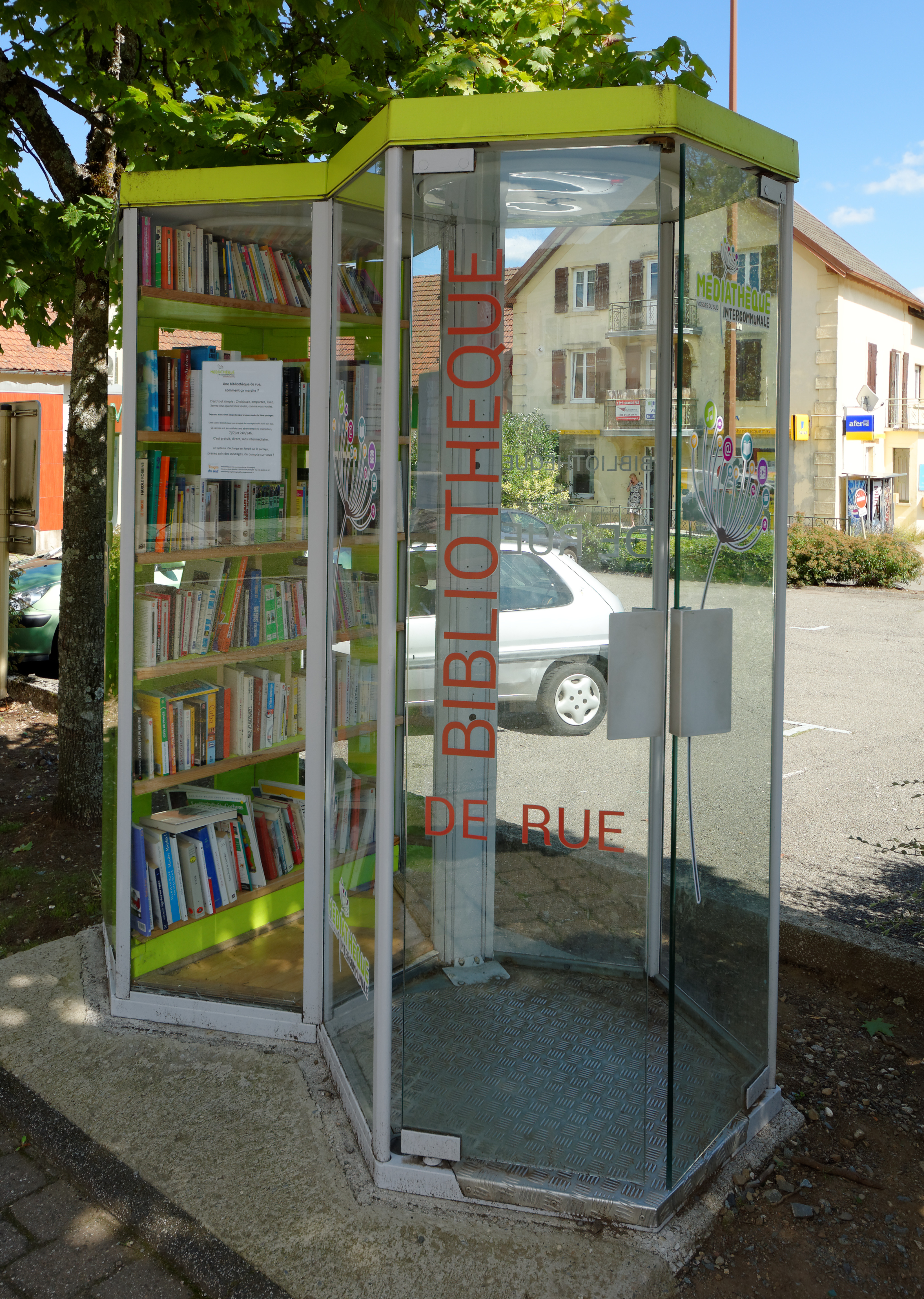
مكتبة الشارع، من كشك هاتف، في جيرومانييه، فرنسا
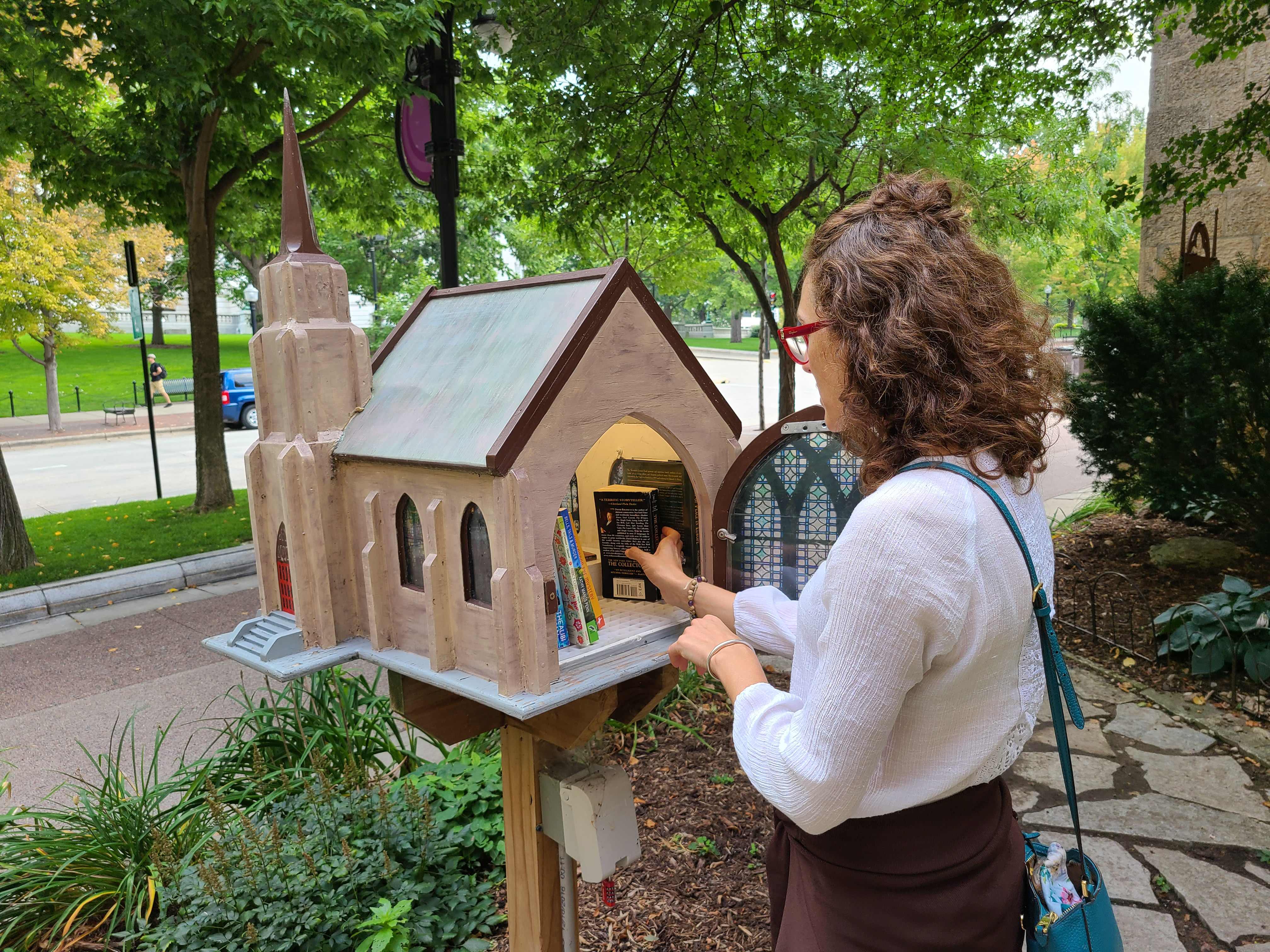
خزانة الكتب العامة، خارجكنيسة جريس الأسقفية (ماديسون، ويسكونسن)
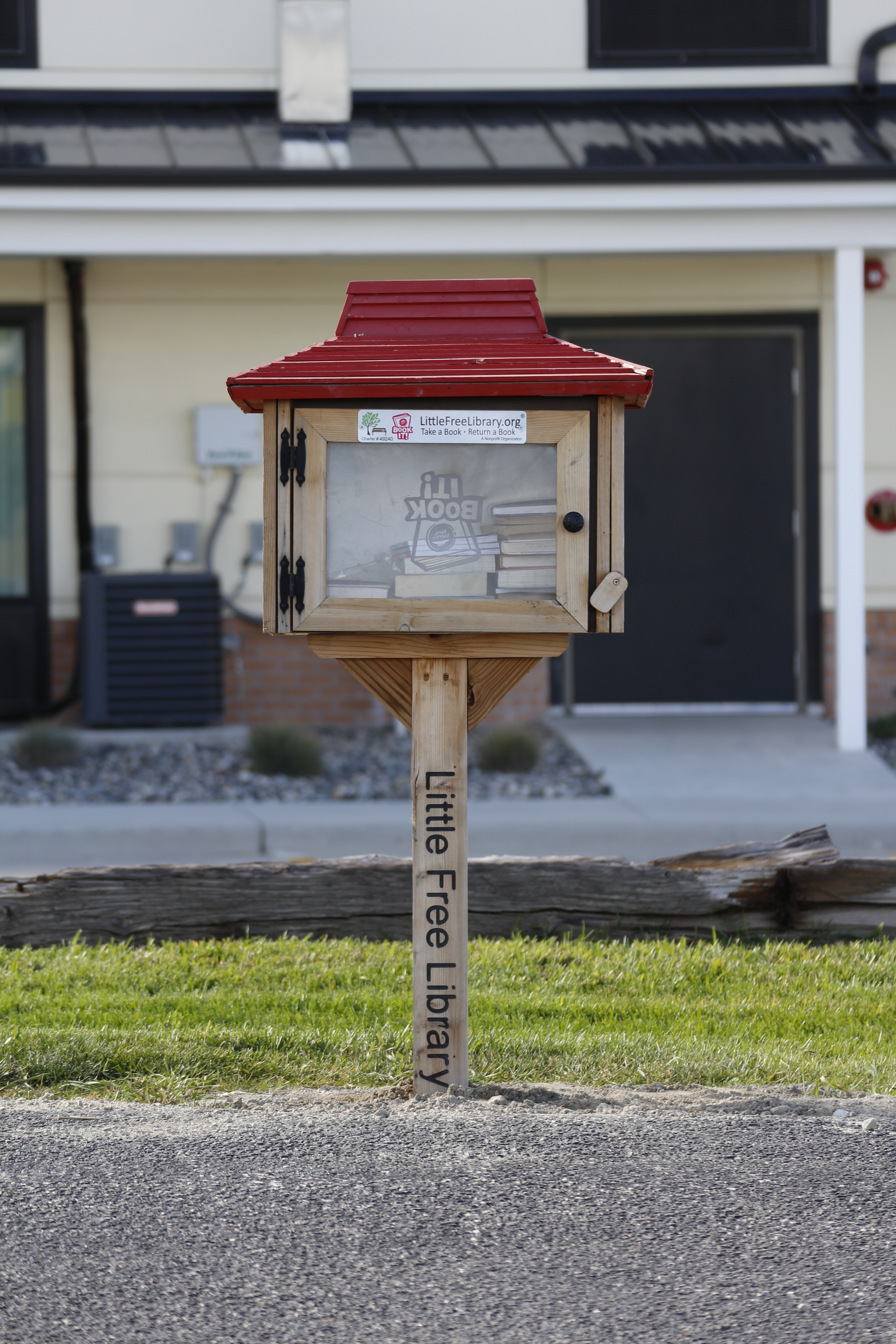
مكتبة صغيرة مجانية تحت عنوان بيتزا هت في جيليت وايومنغ
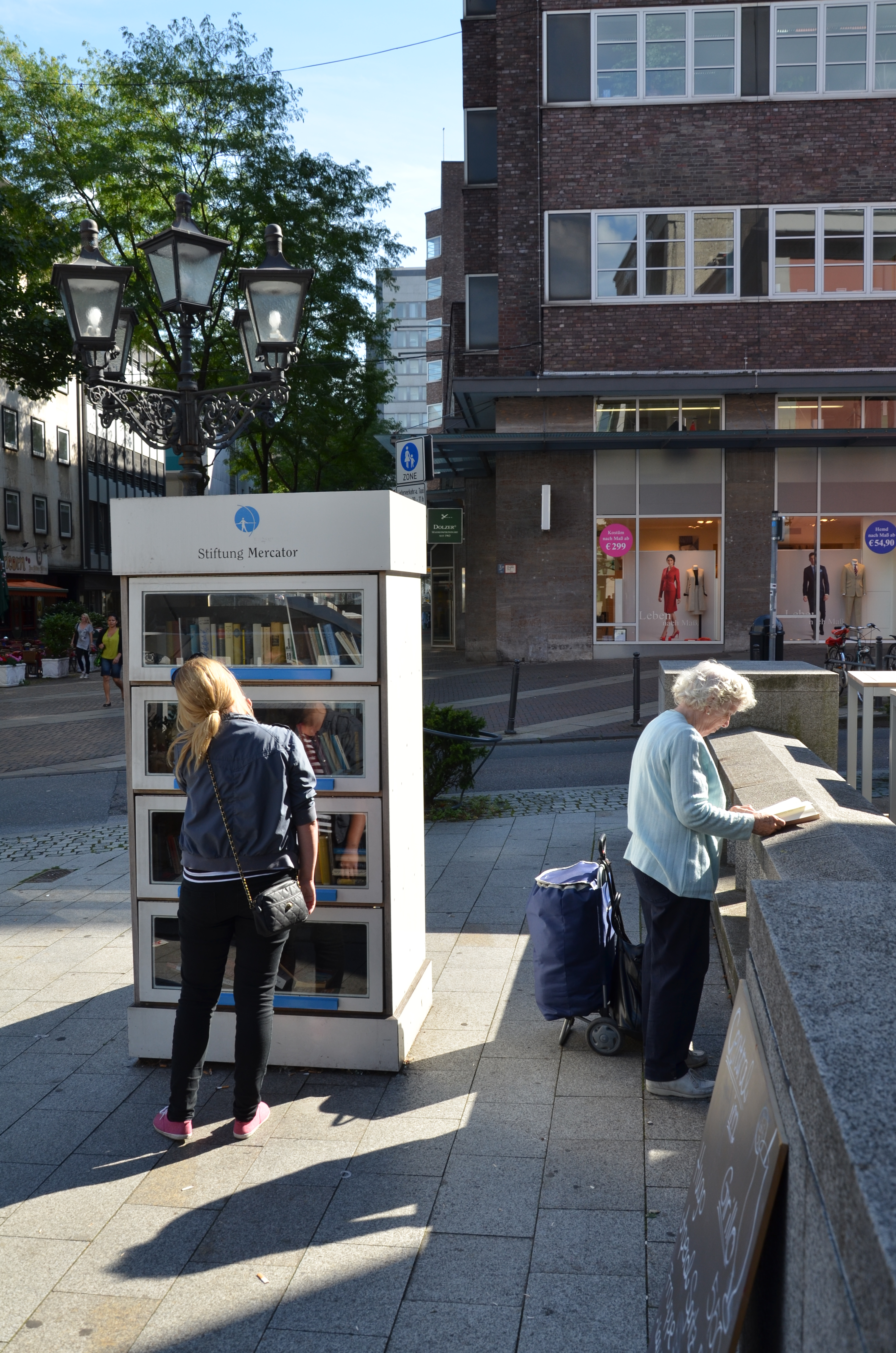
تصفح خزانة كتب عامة في إسن، ألمانيا
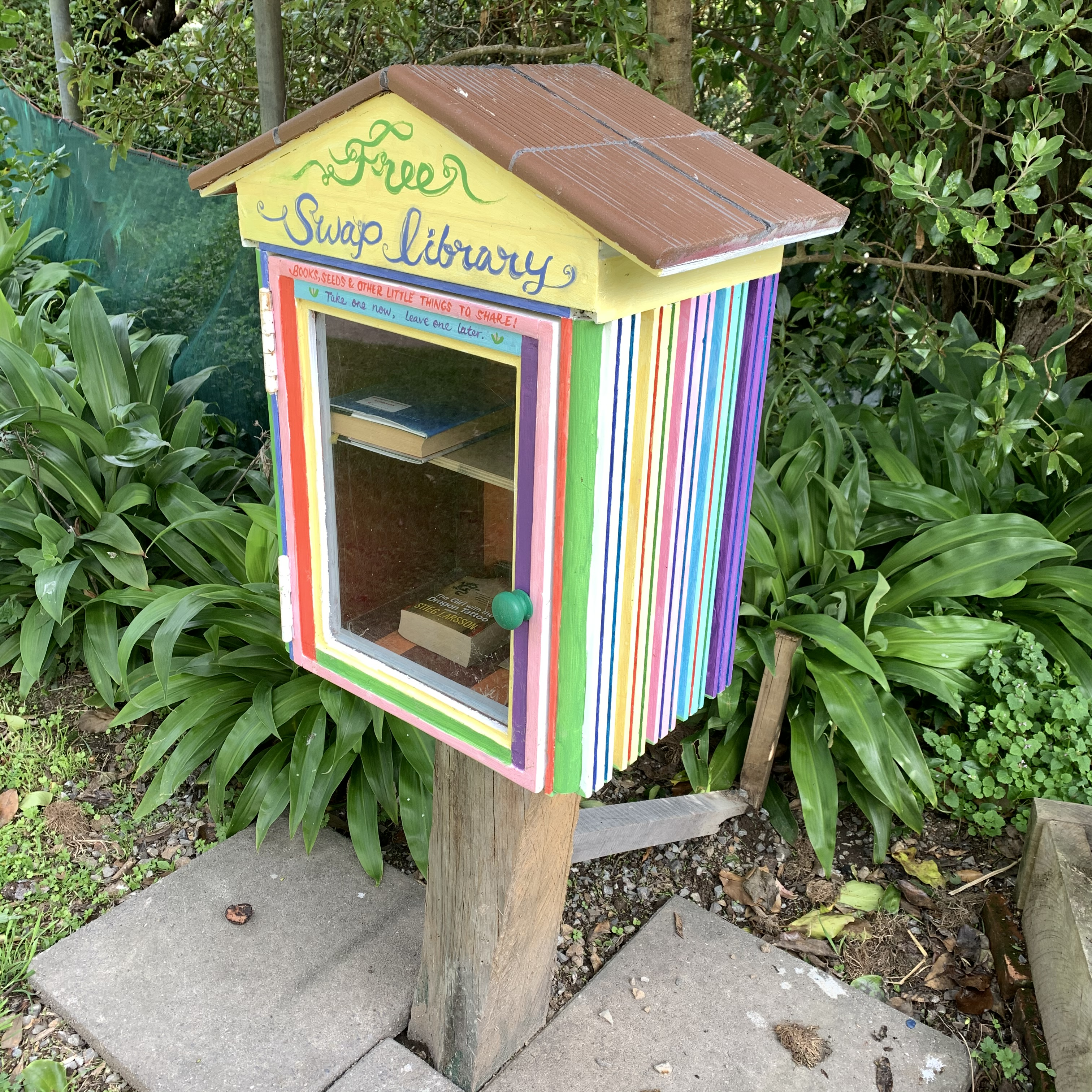
مكتبة "Free Swap Lilliput Library" فيويلينغتون، عاصمة نيوزيلندا
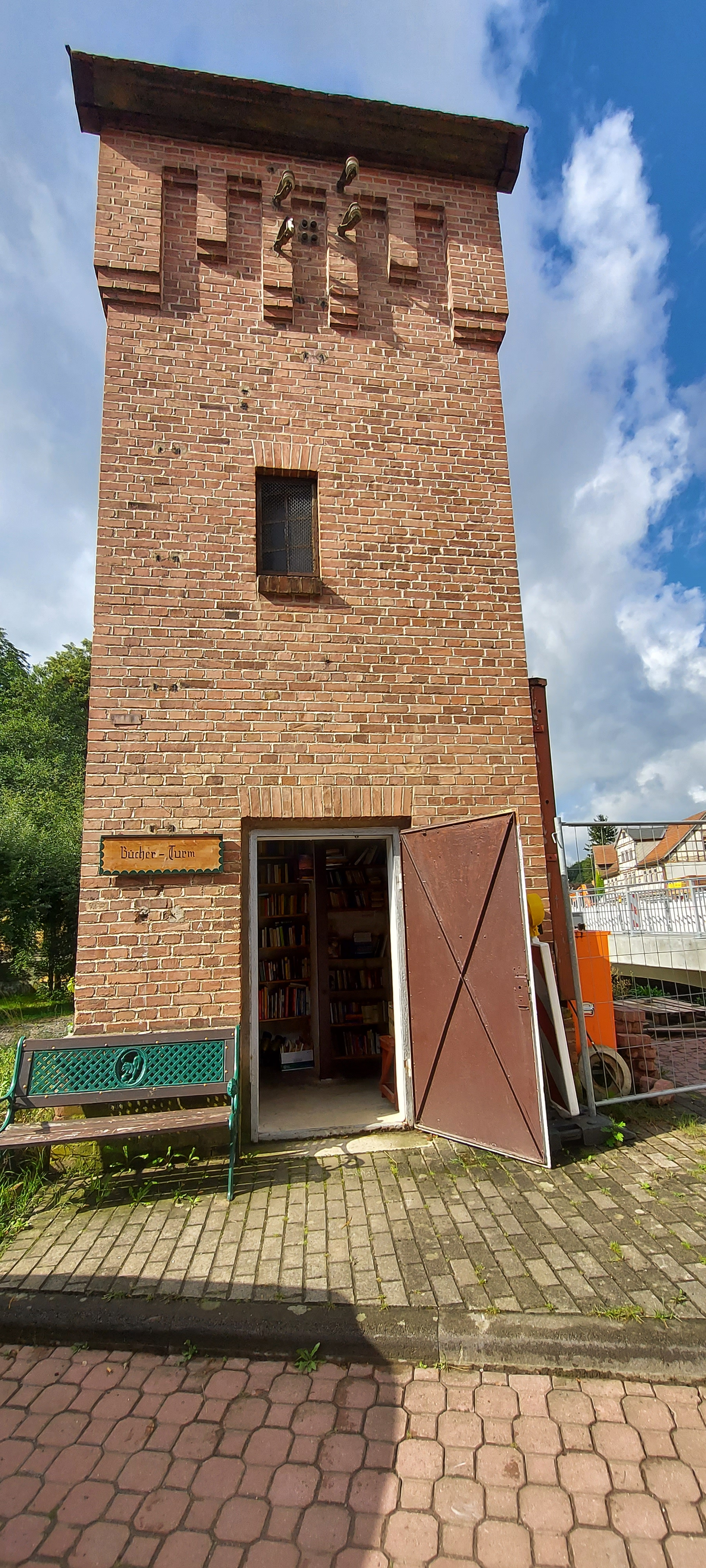
"برج الكتاب" في ويبرا، ألمانيا